# بووار و پکوشه
بووار و پکوشه (انگلیسی: Bouvard et Pécuchet) اثری ناتمام از نویسندهٔ شهیر فرانسوی، گوستاو فلوبر است که یک سال پس از مرگ نویسنده به سال ۱۸۸۰، در تاریخ ۱۸۸۱ چاپ شد.